# Penstemon grandiflorus
Espèce
Penstemon grandiflorus  est une espèce de plantes de la famille des Plantaginacées, originaire d'Amérique du Nord. Elle est connue sous le nom de  Large Beardtongue en anglais.

## Description
Cette espèce est pérenne et peut atteindre 120cm de hauteur. Les fleurs sont généralement de couleur lavande.